# Kollegiatstift Soldin
Das Stift Soldin war ein Kollegiatstift in Soldin, heute Myślibórz, in der damaligen brandenburgischen Neumark von 1198 bis 1546.

## Lage
Zum Stift gehörten die Stadtkirche St. Marien sowie ein Stiftshaus und wahrscheinlich mehrere Stiftsherrenhäuser, von denen es keine schriftlichen oder archäologische Nachrichten gibt. Es gab kein geschlossenes Stiftsgelände.

## Geschichte
Das Kollegiatstift wurde 1298 von Markgraf Albrecht III. von Brandenburg gegründet. Es sollte zum kirchlichen Mittelpunkt der Neumark werden. Eine Propstei Soldin wurde dem Stift zugeordnet. Einige Stiftsherren kamen aus dem Marienstift in Stettin.
Im Jahr 1335 war das Stift „durch Brand und Raub“ schwer beschädigt. In den folgenden zwei Jahrzehnten förderte es Markgraf Ludwig von Brandenburg durch umfangreiche Schenkungen.
1433 wurde das Stift wie auch die übrige Stadt durch Hussiten verwüstet. 1459 löste Papst Pius II. das Kollegiatstift auf Bitten von Kurfürst Friedrich II. von Brandenburg aus der kirchlichen Jurisdiktion des Bistums Cammin. Dieses wurde jedoch vom Stift nach den vorliegenden Urkunden ignoriert.
Gegen die Einführung des evangelischen Gottesdienstes in der Stadtkirche im Jahr 1538 widersetzten sich die Kanoniker zunächst durch Beibehaltung der Liturgie nach katholischen Ritus. Einige verließen bald darauf das Stift. 1539 brannte die Kirche bei einem Stadtbrand aus, einige Stiftsherrenhäuser wahrscheinlich auch. Die verbliebenen Herren lebten daraufhin im Stiftshaus. 1543 forderte Markgraf Johann von Küstrin die Aufhebung des Stiftes, was jedoch durch die verbliebenen Kanoniker verweigert wurde. Daraufhin wurden ihnen ihre Einnahmen aus Pfründen entzogen. Nachdem 1546 durch den Kantor Hamme der Vertrag ohne Zustimmung der anderen doch unterschrieben wurde, wurde das Stift aufgelöst. 1547 verließen die letzten Stiftsherren das Stiftshaus, einige lebten jedoch weiter in der Stadt.

## Verfassung
Das Stiftskapitel bestand aus zwölf Stiftsherren. Diese hatten geistliche Weihen, gehörten aber keinem Orden an und waren nicht verpflichtet, am Ort zu wohnen (Säkularkanoniker). Einige hatten noch andere Stifts- oder Domherrenstellen, oder waren auch am Hof als kurfürstliche Räte tätig, Dietrich Mörner sogar als Kanzler. Das Stift wurde geleitet von einem Propst und einem Dekan, die offenbar formal gleichrangig agierten, in einigen Urkunden wurde sogar der Dekan vor dem Propst genannt. Die Stiftsherren wurden öfter von Bischöfen und Kurfürsten, von Klöstern und Privatpersonen als Schiedsrichter oder Anwälte in Rechtsstreitigkeiten in der Neumark, aber auch in Pommern, der Niederlausitz oder der Kurmark zu Rate gezogen.
Das Stift Soldin gehörte kirchlich zum Bistum Cammin, dem es sich auch nach der förmlichen Exemption von 1459 de facto trotzdem weiter unterstellte.

## Wirtschaft
Das Stift hatte das Patronat über die Stadtkirchen in Soldin, Landsberg, Berlinchen, Bärwalde (alle seit 1298), Lippehne, Friedeberg, Woldenberg (seit 1335), Schönfließ, Mohrin (seit 1355), alle in der Neumark, in Strausberg bei Berlin und über zwei Dorfkirchen mit den entsprechenden Einnahmen. Es besaß außerdem einige Dörfer in der Umgebung sowie Streubesitz und Einkünfte aus Altären.